# Arctosa bogotensis
Arctosa bogotensis är en spindelart som först beskrevs av Eugen von Keyserling 1877.  Arctosa bogotensis ingår i släktet Arctosa och familjen vargspindlar.
Artens utbredningsområde är Colombia. Inga underarter finns listade i Catalogue of Life.